# 도시의 앨리스
《도시의 앨리스》(Alice In The Cities)는 독일에서 제작된 빔 벤더스 감독의 1973년 드라마 영화이다. 벤더스 감독의 로드 무비 삼부작의 첫 파트이다. 나머지 두 영화는 잘못된 움직임(1975년), 시간이 흐르면(1976년)이다.

## 출연
- Rüdiger Vogler
- Yella Rottländer